# Mare de Déu de les Esplugues
La Mare de Déu de les Esplugues és un santuari de l'antic terme de Conques, actualment integrat en el terme municipal d'Isona i Conca Dellà. Està situat a l'extrem nord-oriental del Mont de Conques, a migdia i a prop del poble de Sant Romà d'Abella.
El temple actual és obra d'una època difícil de precisar, atesa l'amalgama de construccions que presenta. Una part del mur nord, sobretot, presenta carreus grossos, regulars, ben tallats i escairats, que podrien correspondre a parets molt antigues reaprofitades a l'edat moderna, en el moment en què es feu el santuari actual, damunt de la plataforma sota de la qual hi ha les esplugues que donen nom al lloc.
En una d'aquestes esplugues hi ha les restes del santuari antic, que podrien correspondre a un edifici de l'època romànica.
El santuari actual és d'una sola nau, sense absis exempt, on només destaca la porta, a ponent, adovellada.

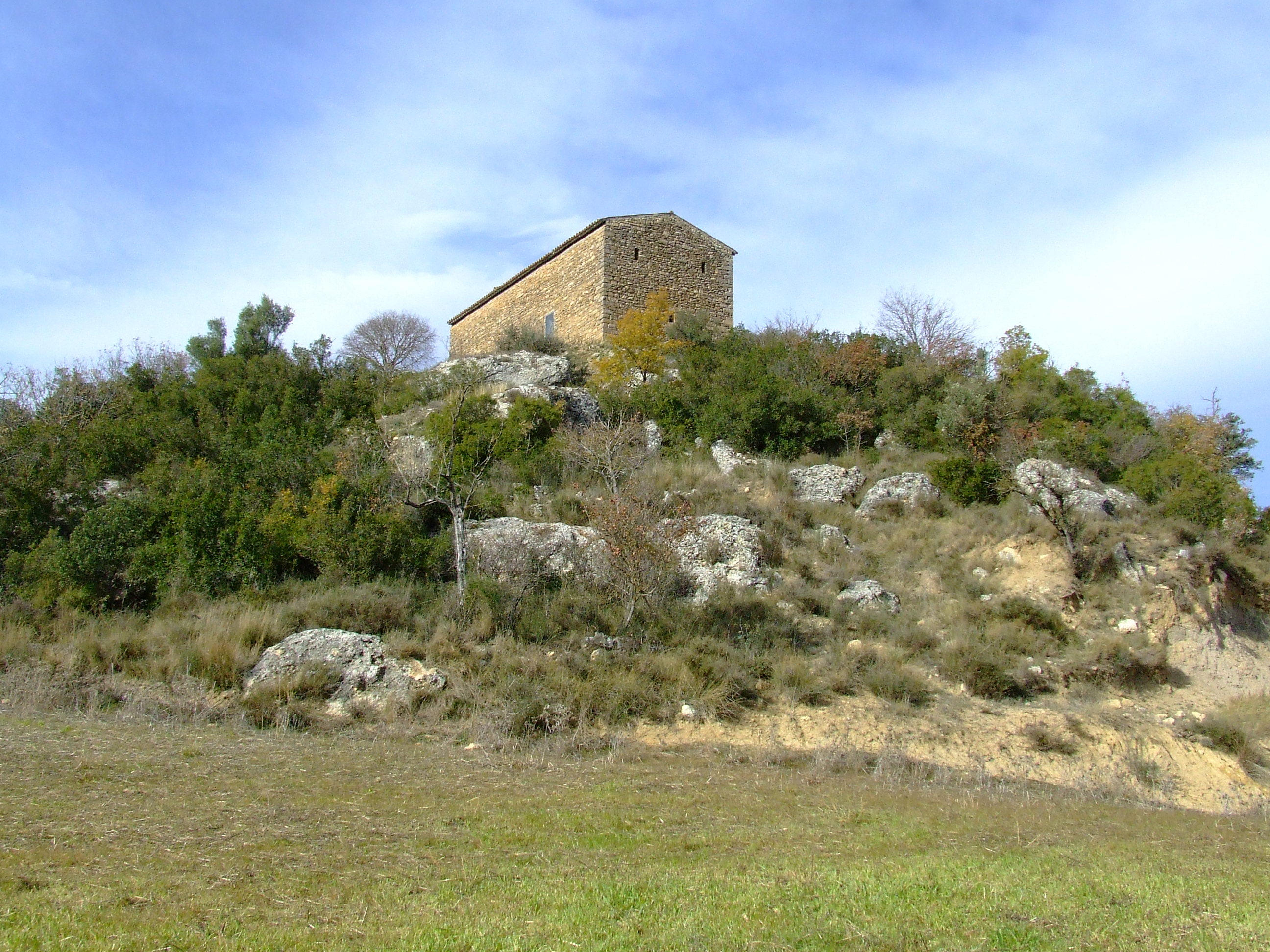
El santuari, des del vessant sud-est de l'esperó del Mont de Conques on es troba

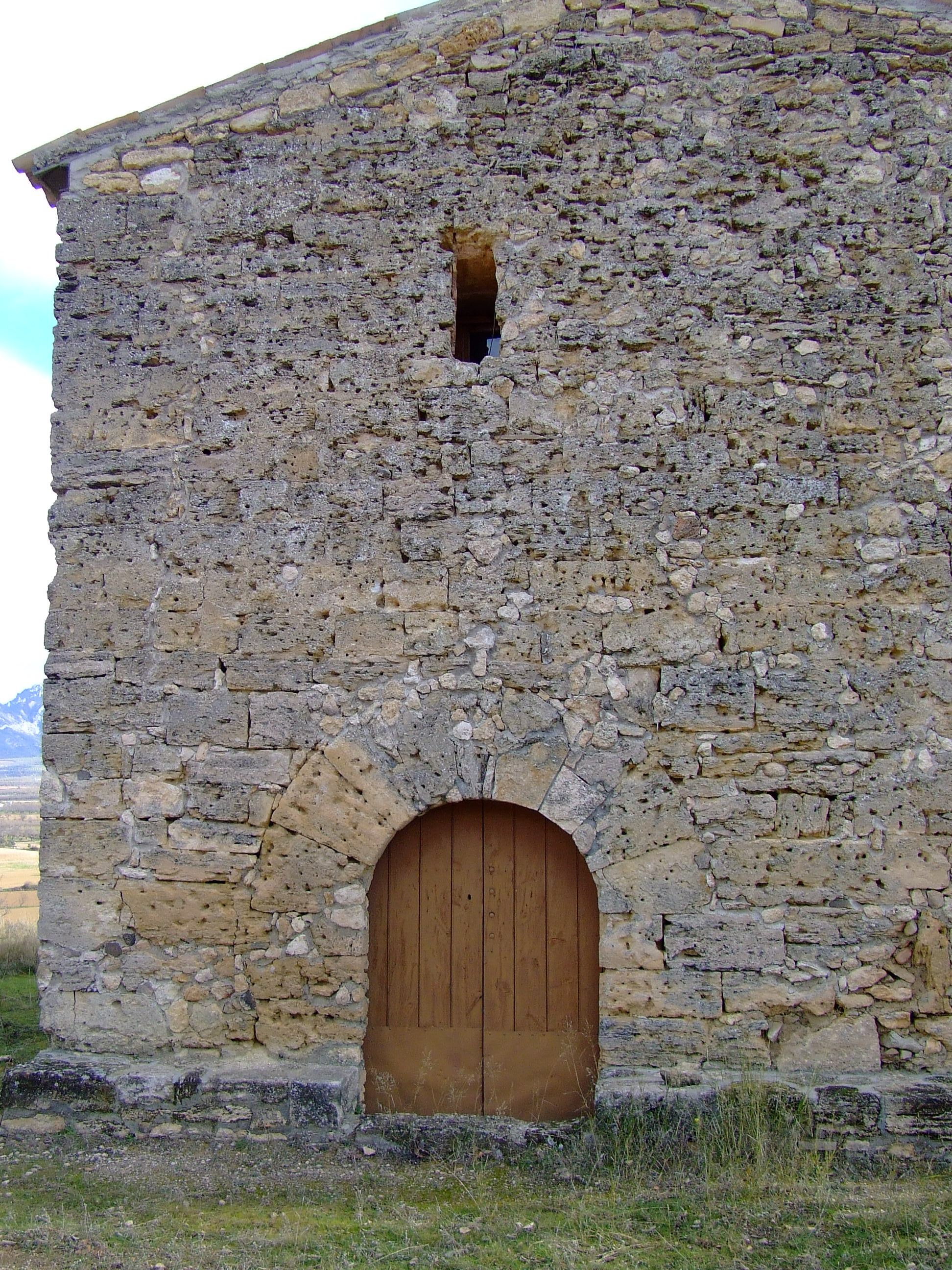
Façana de ponent del santuari, amb les mostres dels impactes de bales de les confrontacions del 1938

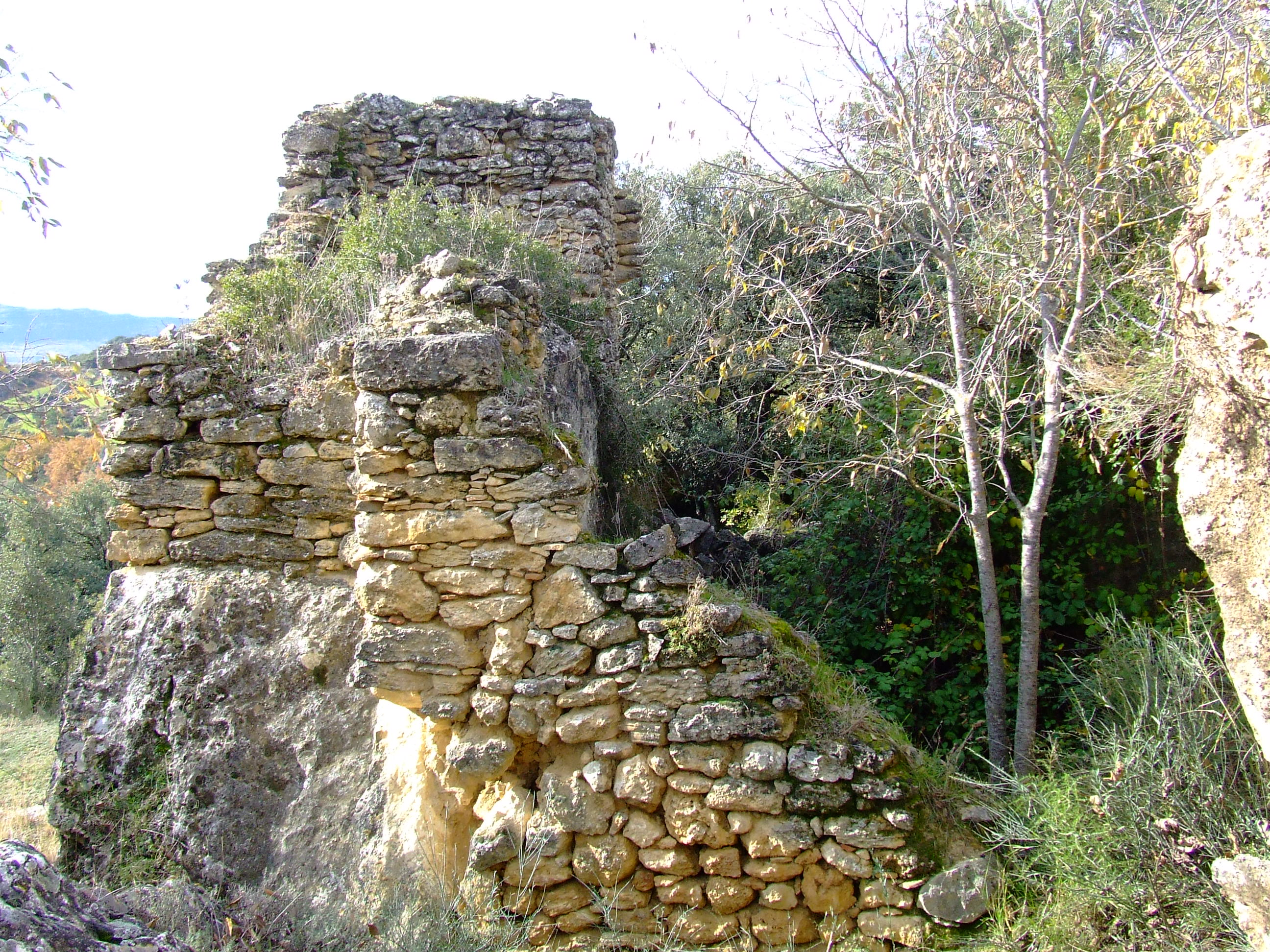
Restes de l'antic santuari, amb l'espluga a la dreta de la imatge

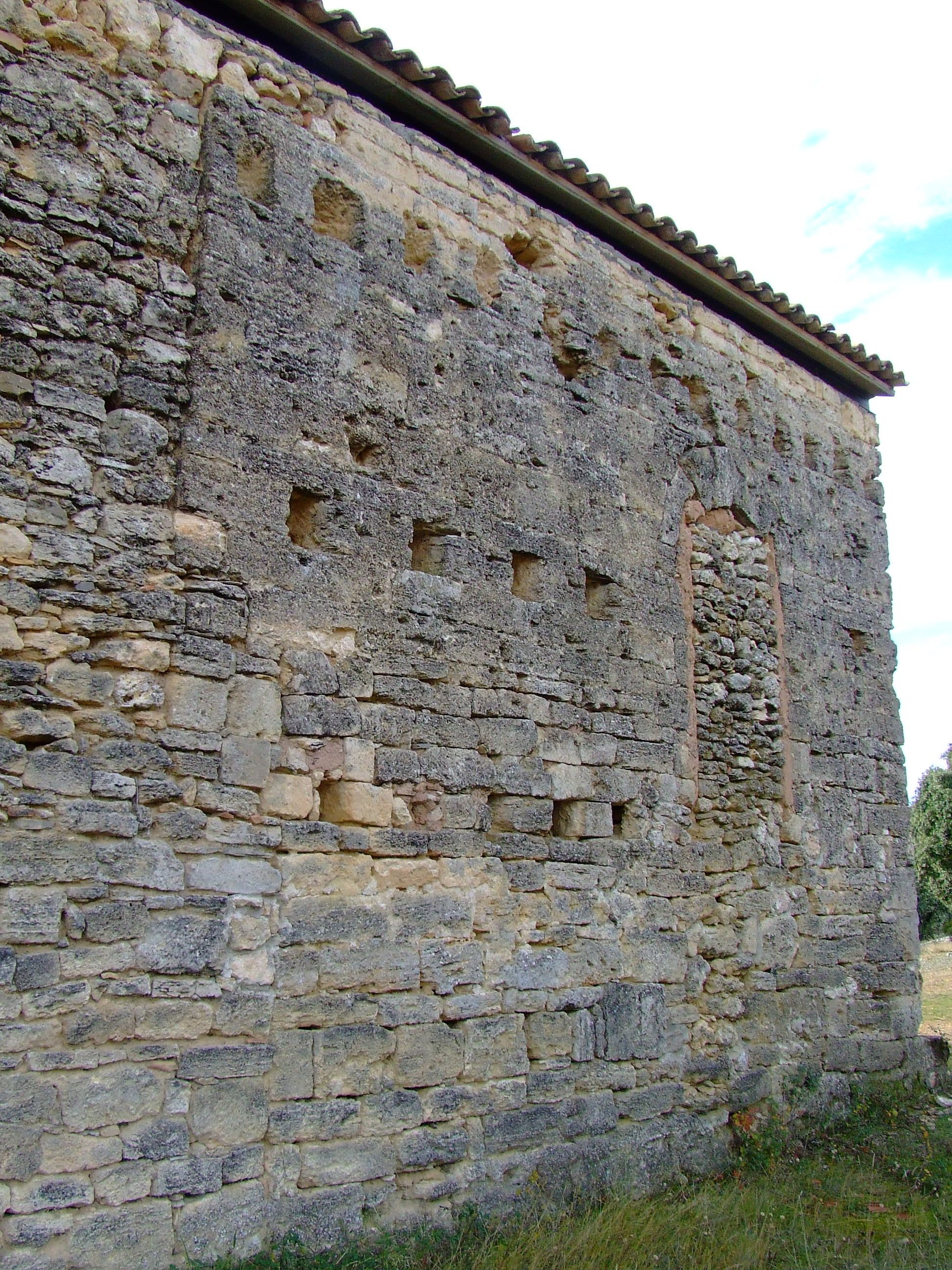
Mur nord del santuari, amb les restes de construccions anteriors a l'actual